# Paul Goesch

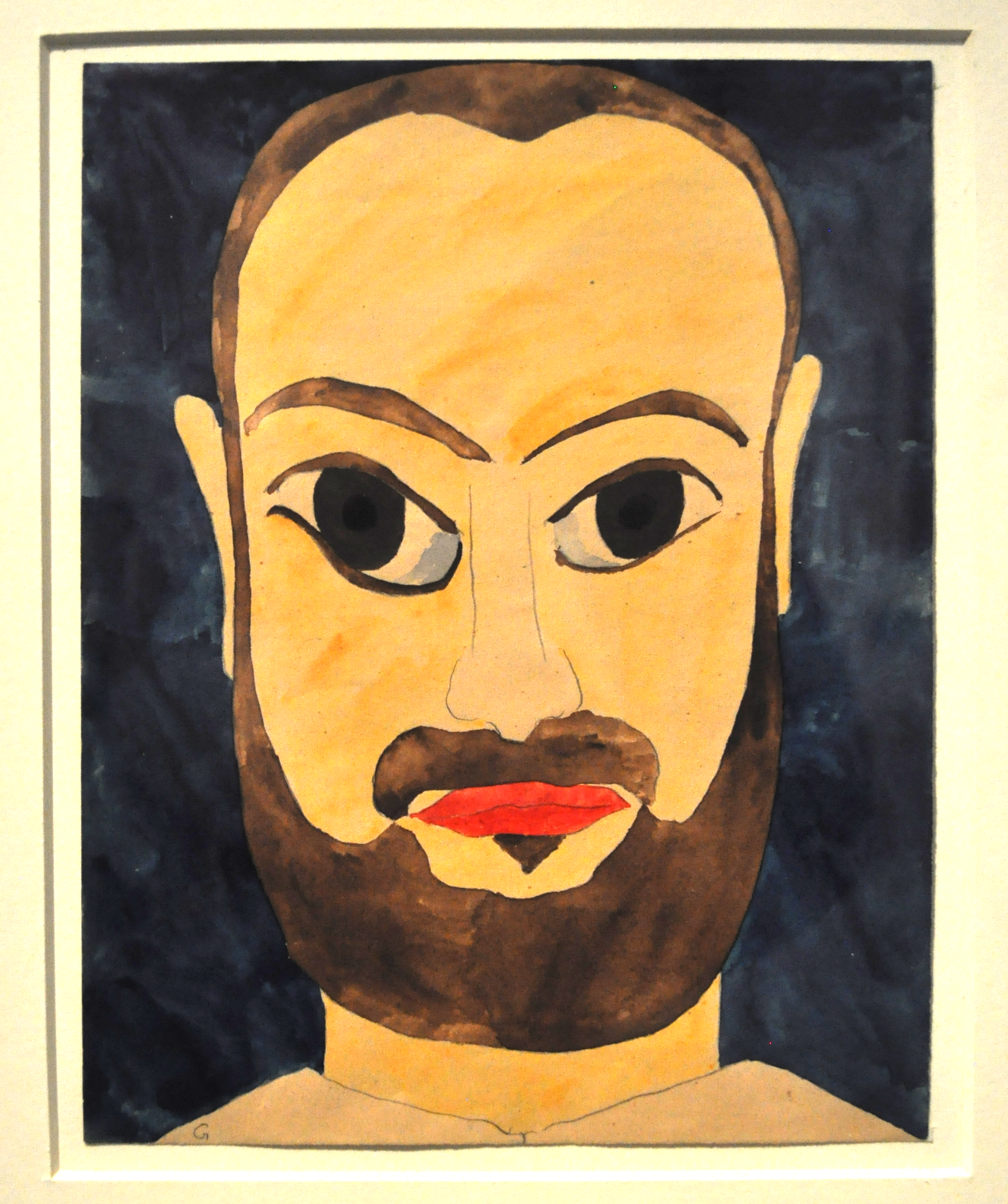
Paul Goesch Selbstbildnis, 1923

Paul Goesch (* 30. August 1885 in Schwerin; † 22. August 1940 in der NS-Tötungsanstalt Brandenburg) war ein deutscher Architekt und Maler.

## Leben
Der Vater Carl Goesch war Landgerichtsrat in Schwerin und wurde später Lehrbeauftragter in Berlin, die Mutter war Dorothea Goesch. Der Junge verbrachte seine Kindheit in Schwerin und Friedenau bei Berlin. Seit 1903 studierte er Architektur an der Technischen Hochschule in Charlottenburg, dann in München und Karlsruhe. Während dieser Zeit machte er Reisen nach Frankreich, Italien, Süddeutschland und an die Ostsee. 1909 zog er zu seinem Bruder Heinrich Goesch nach Dresden, der dort Professor an der Hochschule für Kunstgewerbe war. In dieser Zeit schuf Goesch die heute noch erhaltene Ausmalung einer Turnhalle in Dresden-Laubegast. Er erkrankte und verbrachte jeweils ein halbes Jahr in Kliniken in Hedemünden und Tiefenbrunn bei Göttingen. 1910 konnte er trotzdem sein Studium als Regierungsbauführer beenden.
Im Februar und März 1914 war Goesch beim Bau des anthroposophischen Goetheanums in Dornach in der Schweiz beteiligt. In diesem Jahr legte er das 2. Staatsexamen zum Regierungsbaumeister (Assessor in der öffentlichen Bauverwaltung) in Berlin ab. Danach war er von 1915 bis 1917 Regierungsbaumeister im westpreußischen Culm. Dort erlitt er eine weitere psychische Krise.
Um 1920 war Paul Goesch Mitglied mehrerer avantgardistischer Künstlergruppen und beteiligte sich an Ausstellungen mit Architekturentwürfen und farbigen Zeichnungen. So schloss er sich 1919 dem „Arbeitsrat für Kunst“, der „Novembergruppe“ und der von Bruno Taut 1920 ins Leben gerufenen Künstlergemeinschaft „Gläserne Kette“ an.

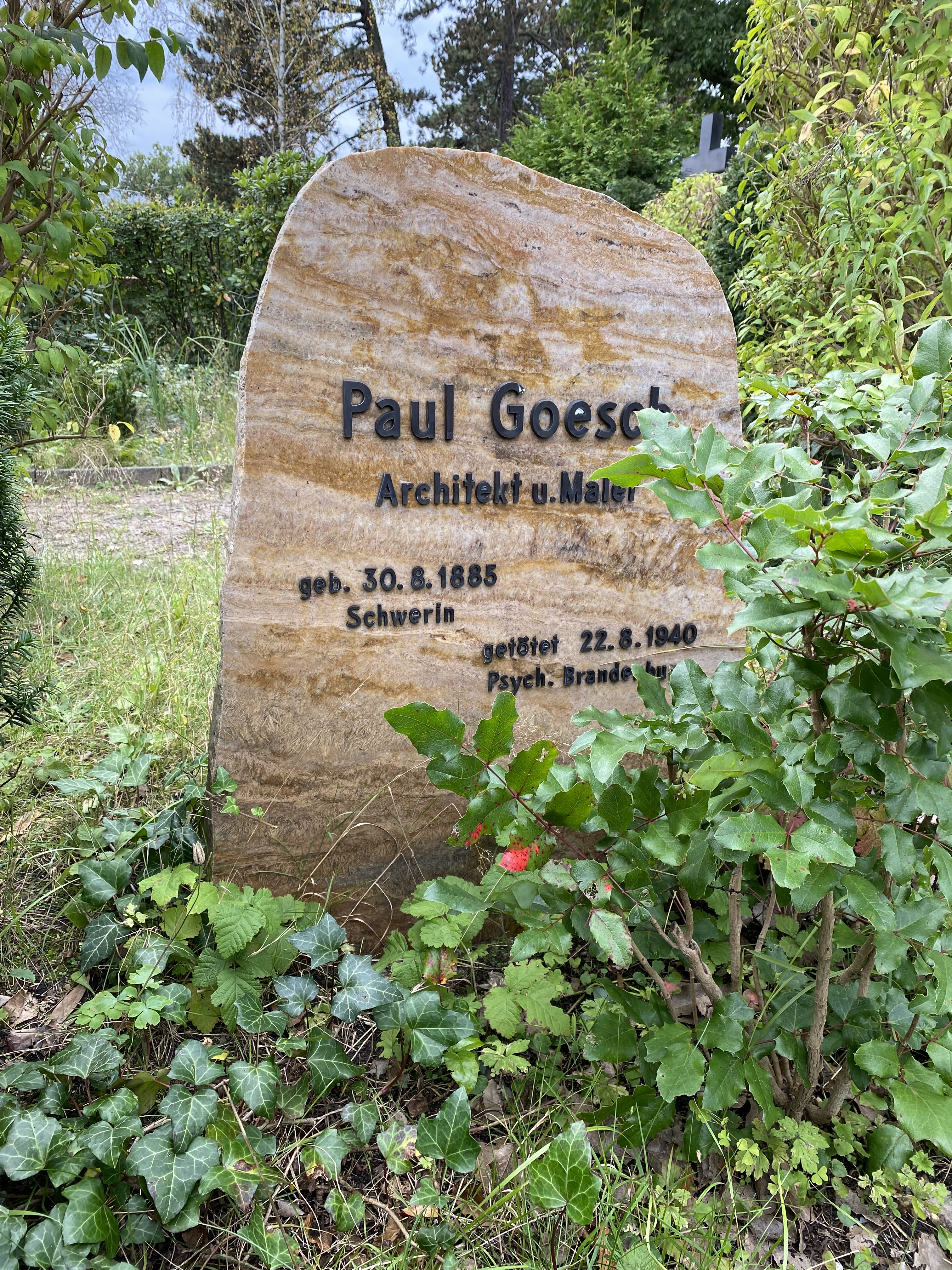
Grabstätte in Berlin-Zehlendorf (Feld 8-450)

Anfang der 1920er Jahre zog sich Goesch nach Göttingen zurück, wo seine Schwester Lili, verheiratete Redepenning, lebte und der Schwager als Psychiater und Leiter der Provinzial-Erziehungsanstalt Göttingen (später Justizvollzugsanstalt Göttingen) arbeitete. Goesch war Patient in der benachbarten Provinzial-Heil- und Pflegeanstalt. 1935 wurde er in die brandenburgische Landesanstalt Teupitz verlegt. Am 22. August 1940 wurde Goesch mit einem Sammeltransport im Zuge der NS-Krankenmorde in der Tötungsanstalt Brandenburg/Havel vergast. Zur Tarnung wurde sein Tod auf den 5. September 1940 im Schloss Hartheim datiert und beurkundet. Seine Patientenakte blieb erhalten und liegt im Bundesarchiv in Berlin.
Die Urne wurde am 23. Oktober 1940 auf dem Friedhof Zehlendorf in Berlin beigesetzt. Die Grabstelle ist erhalten.

## Werk
Paul Goesch hinterließ ein vielschichtiges künstlerisches Werk von über 2000 Arbeiten. Zum großen Teil handelt es sich um farbige Gouachen, darunter auch Architekturentwürfe. Das monumentale Format ist mit zwei Raumausmalungen (Dresden-Laubegast 1908; Berlin-Schöneberg 1920/1921, zerstört) und einem Wandgemälde (Göttingen, vermutlich 1920) vertreten. Von ausgeführten Bauwerken ist bisher nichts bekannt; eine konzeptionelle Beteiligung an Projekten anderer Architekten ist nicht auszuschließen.
1937 wurde in der Aktion „Entartete Kunst“ fünf Bilder Goeschs aus öffentlichen Sammlungen beschlagnahmt.
Die Wiederentdeckung des Werkes ist insbesondere den Forschungen der Kölner Kunsthistorikerin Stefanie Poley zu verdanken. Arbeiten von Goesch befinden sich in mehreren Museen, so in Deutschland z. B. in der Akademie der Künste, in der Berlinischen Galerie und in der Sammlung-Prinzhorn, Heidelberg, aber auch außerhalb Deutschlands, hier v. a. im Centre Canadien d'Architecture in Montréal, Kanada. Ebenso ist ein Teil der Bilder, die während seines Psychiatrie-Aufenthaltes entstanden, in der Sammlung Prinzhorn erhalten geblieben; dort kamen 2015 durch eine Schenkung 350 Werke aus unterschiedlichen Schaffensphasen hinzu. Seit 2022 arbeitete die Gedenkstätte für die Opfer der Euthanasie-Morde in Brandenburg an der Havel an einem partizipativen Ausstellungsprojekt zu Paul Goesch, das als Sonderausstellung mit Originalwerken des Künstlers von Juli bis September 2024 im Stadtmuseum Brandenburg zu sehen war. 
Die Gedenkstätte befindet sich am historischen Ort der Tötungsanstalt Brandenburg/Havel, wo Paul Goesch ermordet wurde.

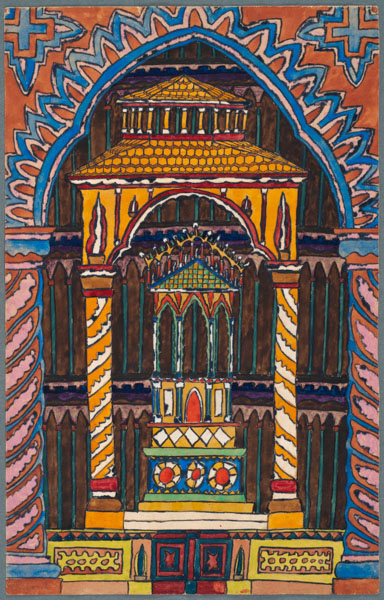
Altar (1919)
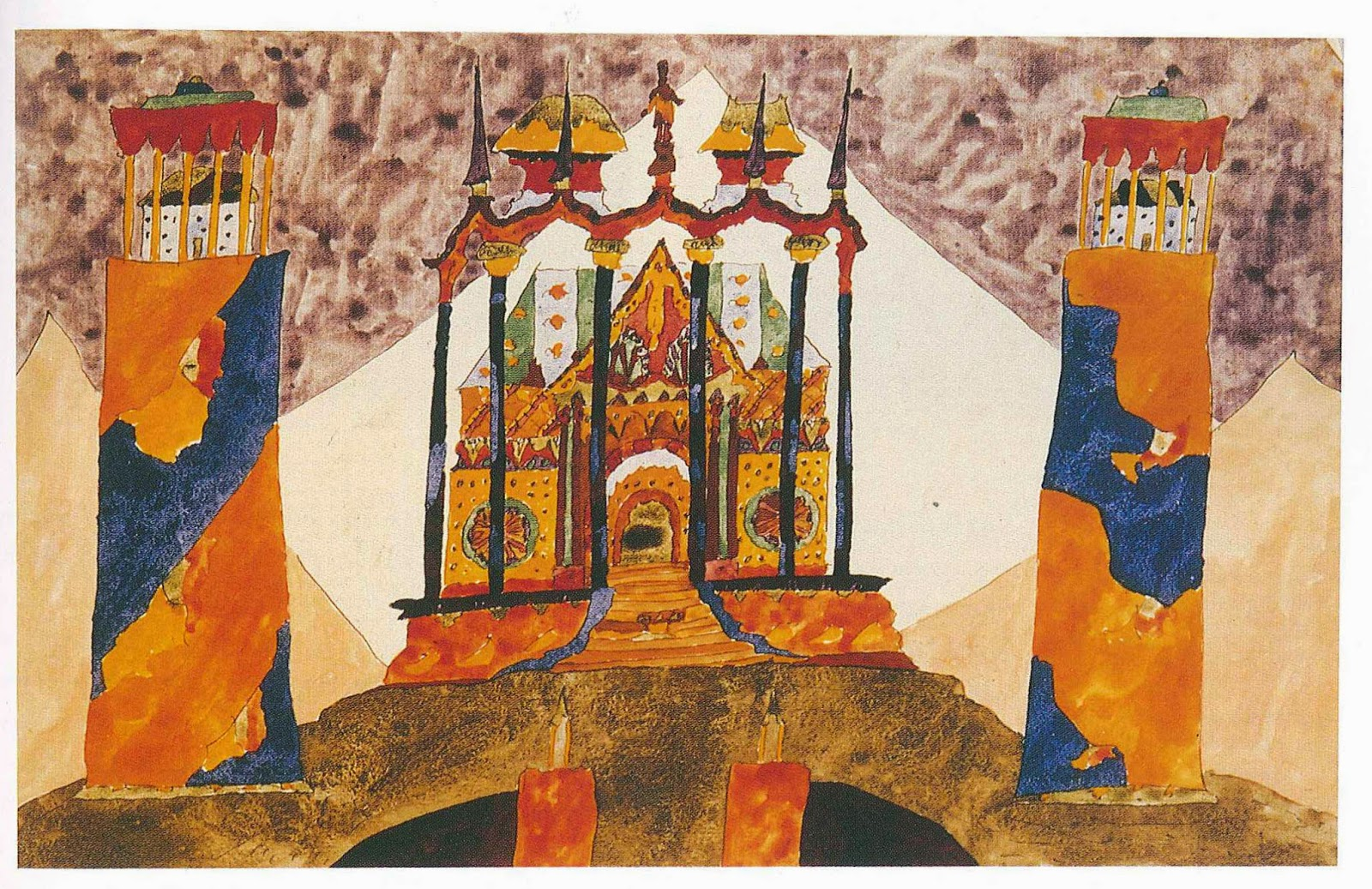
Titel unbekannt (1920)
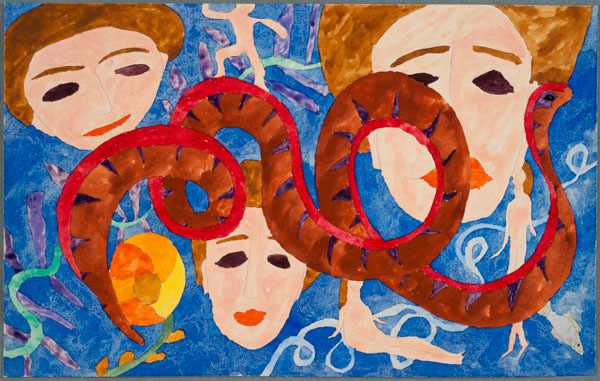
Die Schlange (1920)
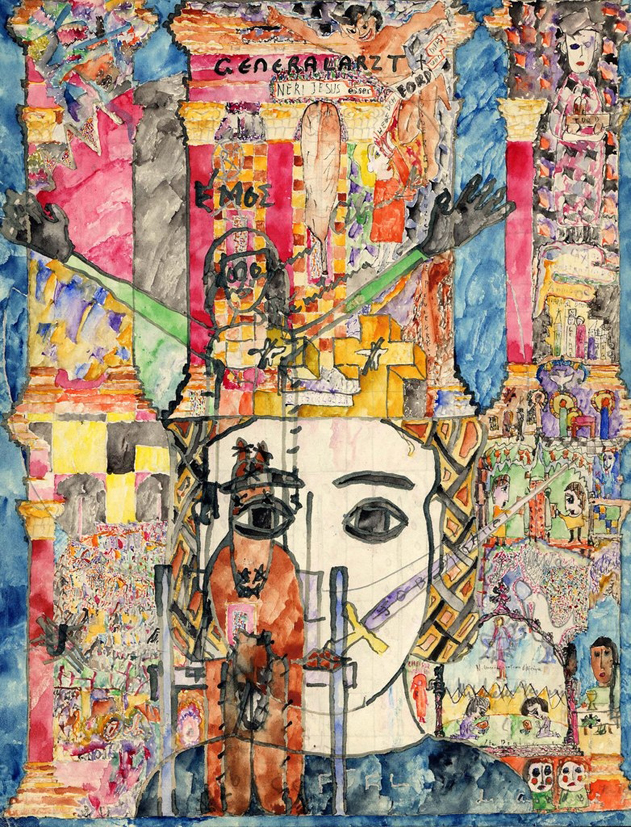
ohne Titel (Generalarzt) (1928)
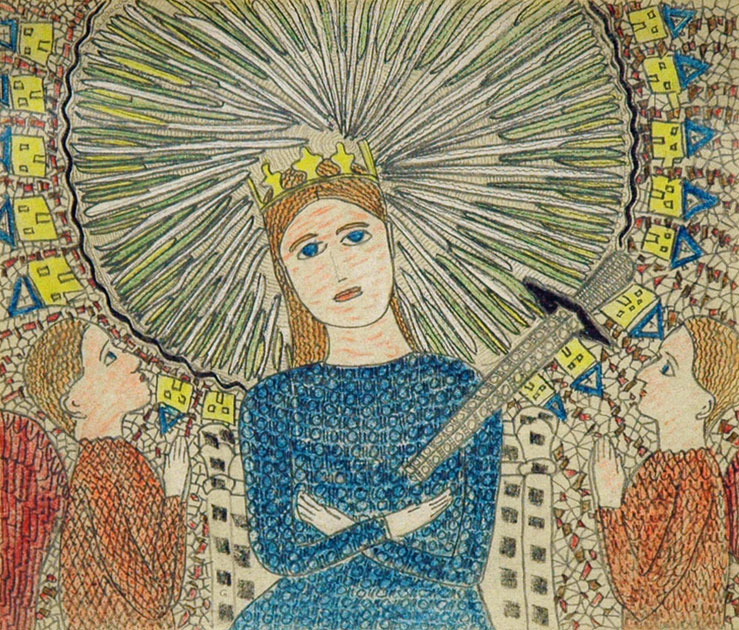
Muttergottes mit Schwert im Herzen (vor 1940)

## 1937 als „entartet“ aus öffentlichen Sammlungen beschlagnahmte Werke
- Alter Mann beim Essen (Aquarell; Städtische Kunsthalle Mannheim; Verbleib ungeklärt)
- Phantasie (Aquarell; Städtische Kunsthalle Mannheim; vernichtet)
- Heiligenbild (Aquarell; Städtische Kunsthalle Mannheim; vernichtet)
- Anbetung und Madonna (Lithografien, 1921; 9,8 × 12, 8 cm bzw. 14,3 × 11,2 cm; Blatt 96 und 97 der Zeitschrift „Die Schaffenden“, Jg. III, Mappe 2, 1922; Kunstsammlungen der Universität Göttingen; vernichtet)  (Anbetung)[6]